# جان سی. چن
جان اس. چِن (انگلیسی: John S. Chen؛ زادهٔ ۱ ژوئیهٔ ۱۹۵۵) کارآفرین، بازرگان و مدیر ارشد اجرایی آمریکایی هنگ کنگی‌تبار است، که در حال حاضر به‌عنوان مدیر عامل اجرایی شرکت بلک‌بری لیمیتد فعالیت می‌کند.